# Coupe Dewar 1907
Navigation
Coupe Dewar 1906 Coupe Dewar 1908
La Coupe Dewar 1907 est la 9e édition de la Coupe Dewar.
Elle oppose dix clubs parisiens et un club nordiste en matchs à élimination directe. Le RC France remporte la finale face à l'Olympique lillois et gagne ainsi son troisième titre consécutif dans la compétition.

## Compétition

### Premier tour
Le premier tour a lieu le 10 mars 1907. Le Standard AC, le CA Paris et le CA XIVe se qualifie pour la suite de la compétition.
| Premier tour | Standard AC | 4 – 2 | Gallia Club |  |
| 10 mars 1907 |             |       |             |  |

| Premier tour | CA Paris | 4 – 2 | UA Ier |  |
| 10 mars 1907 |          |       |        |  |

| Premier tour | CA XIVe | 2 – 1 | Stade français |  |
| 10 mars 1907 |         |       |                |  |

### Deuxième tour
Le premier tour a lieu le 17 mars 1907. L'Olympique lillois, le Club français et le Standard AC se qualifient, tandis que le quatrième match est reporté car le RC France dispute le même jour les demi-finales du championnat de France. Il se qualifie la semaine suivante,.
| Deuxième tour | Olympique lillois | 4 – 3 | AS française |  |
| 17 mars 1907  |                   |       |              |  |

| Deuxième tour | Club français | 4 – 3 | CA Paris |  |
| 17 mars 1907  |               |       |          |  |

| Deuxième tour | Standard AC | 2 – 1 | CA XIVe |  |
| 17 mars 1907  |             |       |         |  |

| Deuxième tour | RC France | reporté | US parisienne |  |
| 17 mars 1907  |           |         |               |  |

| Deuxième tour | RC France | 3 – 2 a. p. | US parisienne |                                        |                                        |
| 24 mars 1907  |           |             |               | Stade de Charentonneau, Maisons-Alfort | Stade de Charentonneau, Maisons-Alfort |

### Demi-finales
Les demi-finales ont lieu sur le terrain du Standard AC aux haras de Suresnes. L'Olympique lillois et le RC France se qualifient,.
| Demi-finale  | Standard AC | 2 – 3 | Olympique lillois |                               |                               |
| 24 mars 1907 |             |       |                   | Terrain aux haras de Suresnes | Terrain aux haras de Suresnes |

| Demi-finale   | RC France           | 4 – 1   | Club français |                               |                               |
| 14 avril 1907 | Matthey · ? · ? · ? | (1 – 0) | ?             | Terrain aux haras de Suresnes | Terrain aux haras de Suresnes |

### Finale
Devant un millier de spectateurs, les Parisiens du RC France, récents champions de France, s'imposent face aux Nordistes de l'Olympique lillois par 2-0,,,,.
| Finale                | RC France                                                                                               | 2 – 0   | Olympique lillois                                                                             |                                                                                           |                                                                                           |
| 28 avril 1907 15 h 00 | de Bruyn · Puget                                                                                        | (1 – 0) |                                                                                               | Stade de Charentonneau, Maisons-Alfort Spectateurs : environ 1 000 Arbitrage : M. Cambier | Stade de Charentonneau, Maisons-Alfort Spectateurs : environ 1 000 Arbitrage : M. Cambier |
| 28 avril 1907 15 h 00 | Saimond – Allemane, Sergent – Forestier, Jordan, Fenouillère – de Bruyn, Astley, Matthey, Jordan, Puget | Équipes | Baton – Perraud, Alland – Jupin, Schubart, Lheureux – Goblet, Viger, Tétard, Tellier, Douchet | Stade de Charentonneau, Maisons-Alfort Spectateurs : environ 1 000 Arbitrage : M. Cambier | Stade de Charentonneau, Maisons-Alfort Spectateurs : environ 1 000 Arbitrage : M. Cambier |